# Mk 36 SRBOC

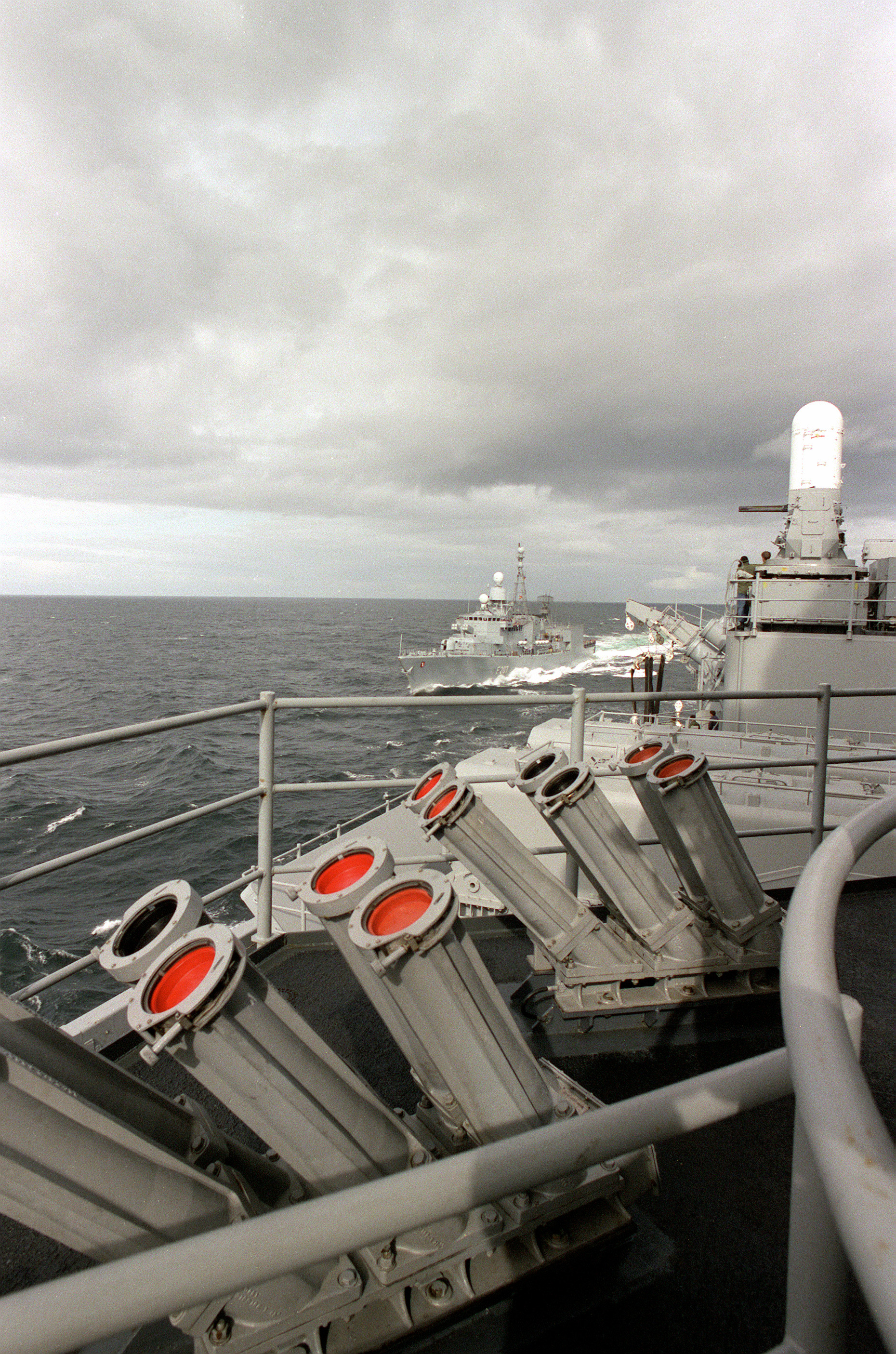
Zwei Mk 36 SRBOC an Bord des Schlachtschiffs Iowa, im Hintergrund die Fregatte Bremen

Das Mk 36 SRBOC (Super Rapid Bloom Offboard Countermeasures, deutsch etwa: von Bord abgeschossene sehr schnell entfaltende Gegenmaßnahmen) ist ein Täuschkörperwerfer-System für den maritimen Einsatz. Die vollständige Bezeichnung lautet Mark 36 Super Rapid Bloom Offboard Countermeasures (SRBOC) Chaff and Decoy Launching System, wird aber auch Mk 36 DLS (Decoy Launching System) oder Mk 36 Super-RBOC genannt.
Mit der Umrüstung auf die letzte Täuschkörper-Generation, die Nulka, wurde die Bezeichnung in Mk 53 DLS geändert.
Das Mk 36 ist eine Weiterentwicklung des Mk 33 RBOC mit erweiterten Fähigkeiten. Das System wird von mindestens 19 Marinen eingesetzt und ist in verschiedenen Ausführungen und Weiterentwicklungen („Mods“) verfügbar. Das im Moment letzte Modell ist der Mk 36 Mod 12.

## Entwicklung und Aufbau

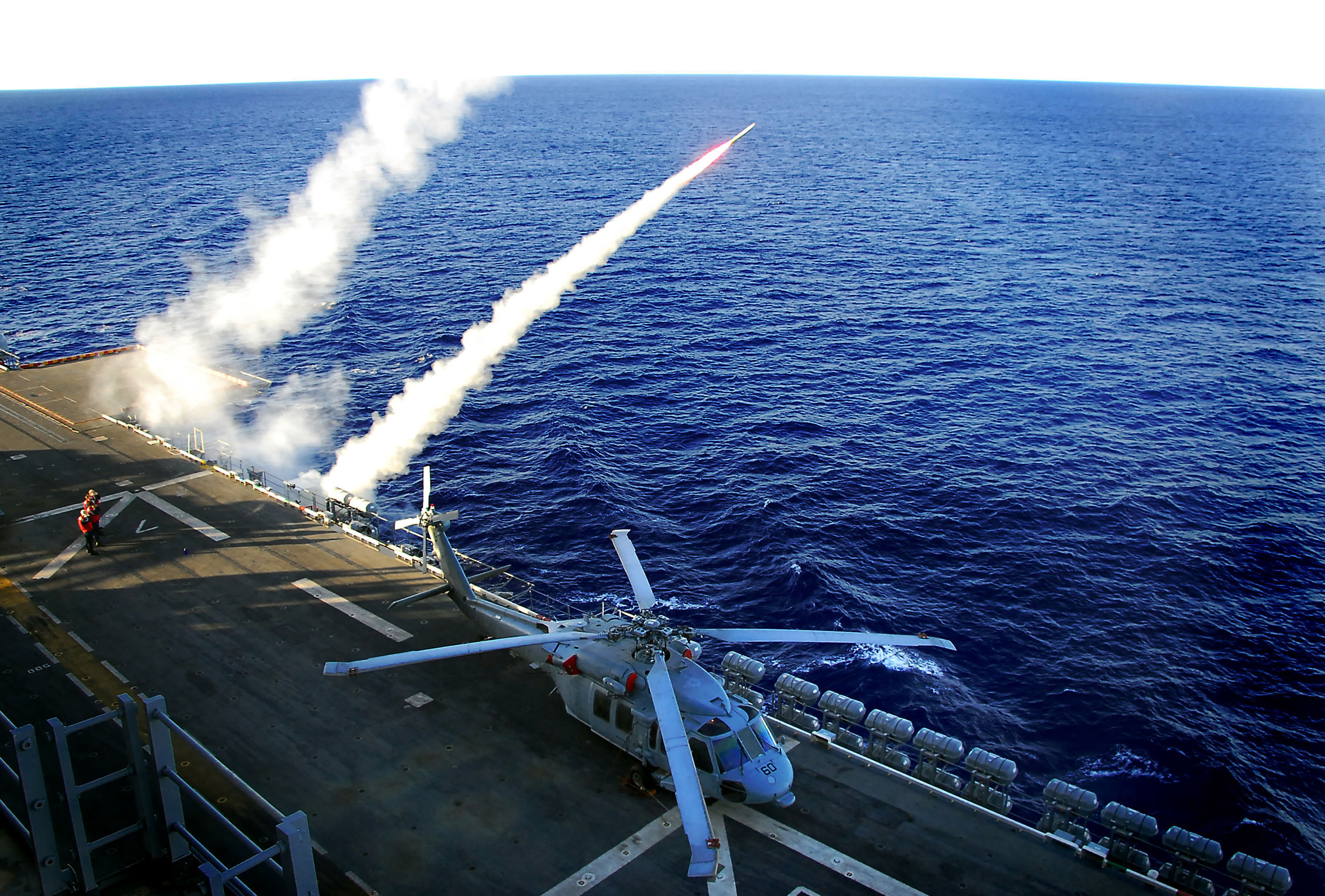
Die Tarawa feuert zwei Täuschkörper ab

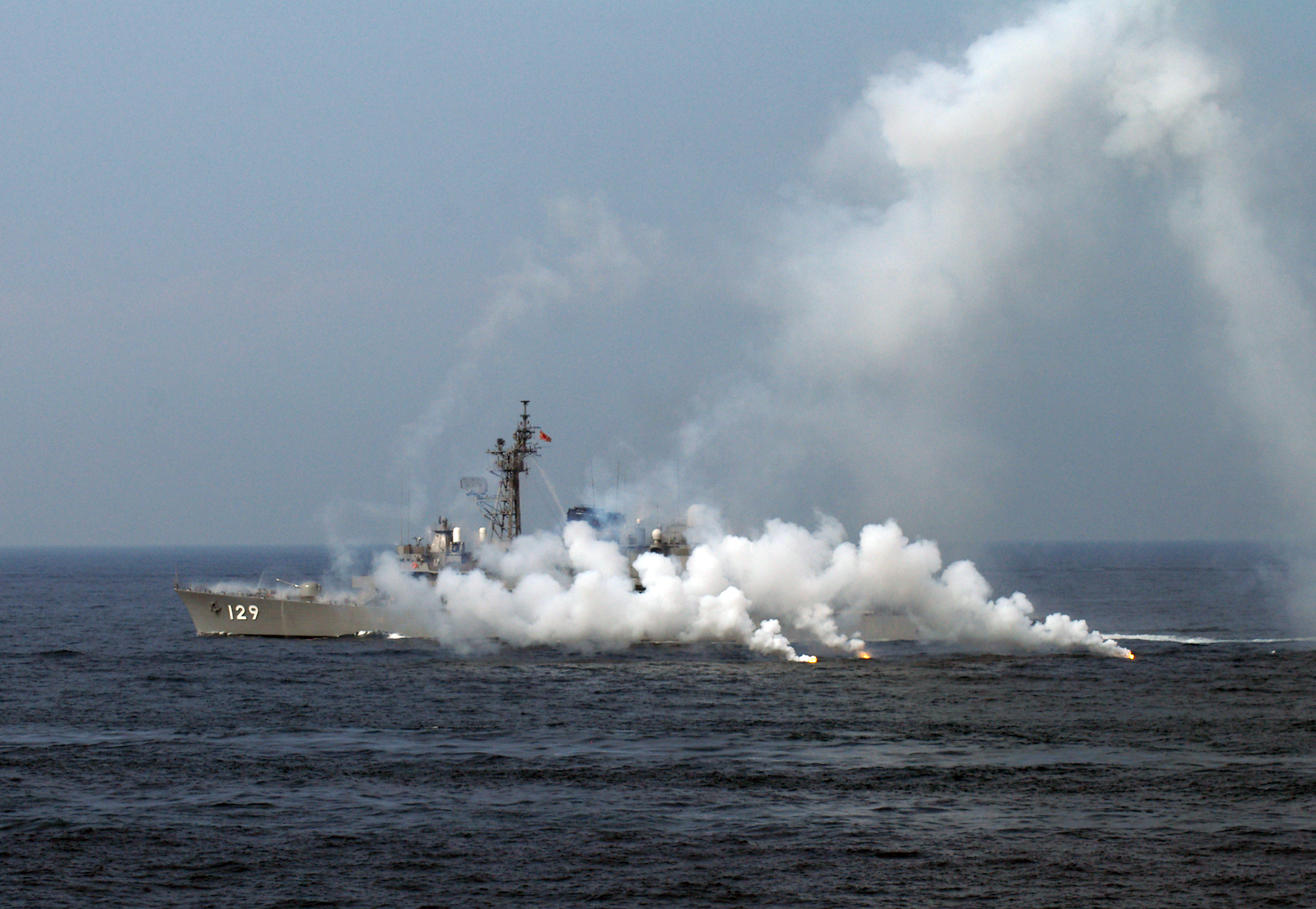
Der japanische Zerstörer Yamayuki (DD-129) nach dem Ausstoß von Flares

Das SRBOC wurde ursprünglich von United Defense, heute Teil der BAE Systems Land and Armaments, entwickelt und ist seit 1977 im operativen Einsatz. Bis zum Jahr 1999 wurden rund 848 Systeme produziert; diese Anzahl ist in der Zwischenzeit auf über 1000 Systeme gestiegen. Die geschätzten Kosten für ein Mk-36-System mit zwei Werfern lagen 1999 bei 500.000 USD, mit vier Werfern bei rund 800.000 USD. Das Mk-36-System wird weiterhin auch neu beschafft.
Das komplette Mk-36-System besteht aus mindestens zwei Mk-137-Werfern, je einer Stromversorgung Mk 160 Mod 1 und einem Munitionsmagazin Mk 5 oder Mk 6 pro Werfer, der Abschusssteuerung Mk 158 Mod 1 oder Mk 158 Mod 2 in der Operationszentrale (Combat Information Centre, kurz CIC), die meist mit dem System zur elektronischen Kampfführung AN/SLQ-32 verbunden ist, der Brückensteuerung Mk 164 Mod 1 oder Mk 164 Mod 2, und einer Reihe von verschiedenen Munitionsarten. Das SRBOC kann sowohl von der Brücke aus als auch vom CIC gesteuert werden.
Das SRBOC kommt meist bei größeren Überwassereinheiten zum Einsatz. So wird auf Schiffen bis 166 Meter Länge (500 ft) normalerweise ein Paar Werfer verwendet, bei größeren Einheiten entsprechend mehr.
Ein einzelner Mk-137-Werfer besteht aus sechs Werferrohren, die in zwei parallelen Reihen angeordnet sind. Der Werfer wird in zwei Ausführungen für den Einsatz an Backbord und Steuerbord gebaut und wiegt ungeladen 207 Kilogramm. Während bis einschließlich Mod 1 alle Rohre im 45-Grad-Winkel angeordnet waren, sind seit der Mod 2 die Rohre in Winkeln von 45 und 60 Grad ausgerichtet. Aus jedem der mörserartigen Rohre werden die Täuschkörper im Kaliber 130 mm abgefeuert. Da die Werfer oder Werferrohre nicht richtbar sind und so die Munition in einem festen Seiten- und Höhenwinkel abgeschossen wird, muss das Schiff manövrieren, um die Werfer zum angestrebten Ziel auszurichten. Die Zündung der Treibladungen erfolgt über elektromagnetische Induktion. Die Mündungsgeschwindigkeit der Täuschkörper liegt beim Mk-137-Werfer bei rund 75 Meter pro Sekunde.
Die Mk-160-Stromversorgung wandelt den 440-Volt-Wechselstrom des Bordnetzes des Schiffes in den für den Betrieb der Werfer notwendigen Gleichstrom um. Der Betrieb erfolgt dann mit 28-V-Gleichstrom, kann im Notbetrieb über einen Zeitraum von fünf bis acht Stunden aber auch über die eingebauten Batterien mit 24-V-Gleichstrom erfolgen.

## Weiterentwicklung
Inzwischen wurden die meisten SRBOC-Systeme so modifiziert, dass sie auch aktive Radarköder vom Typ Nulka (SRBOC Mk53 DLS) einsetzen können. Die Modifikation zum DLS MK 53 Mod 4 basiert auf dem Hinzufügen von zwei Nulka-Werferrohren an die vorhandenen Mk 137 Mod 2-Werfer und einem neuen „Decoy Launch Prozessor“.
Im Jahr 1994 wurde von der US Navy ein Auftrag zur Entwicklung eines akustischen Einweg-Täuschkörpers für Torpedos an Loral Hycor vergeben, der über das Mk 36 abgeschossen werden sollte.

## Täuschkörper

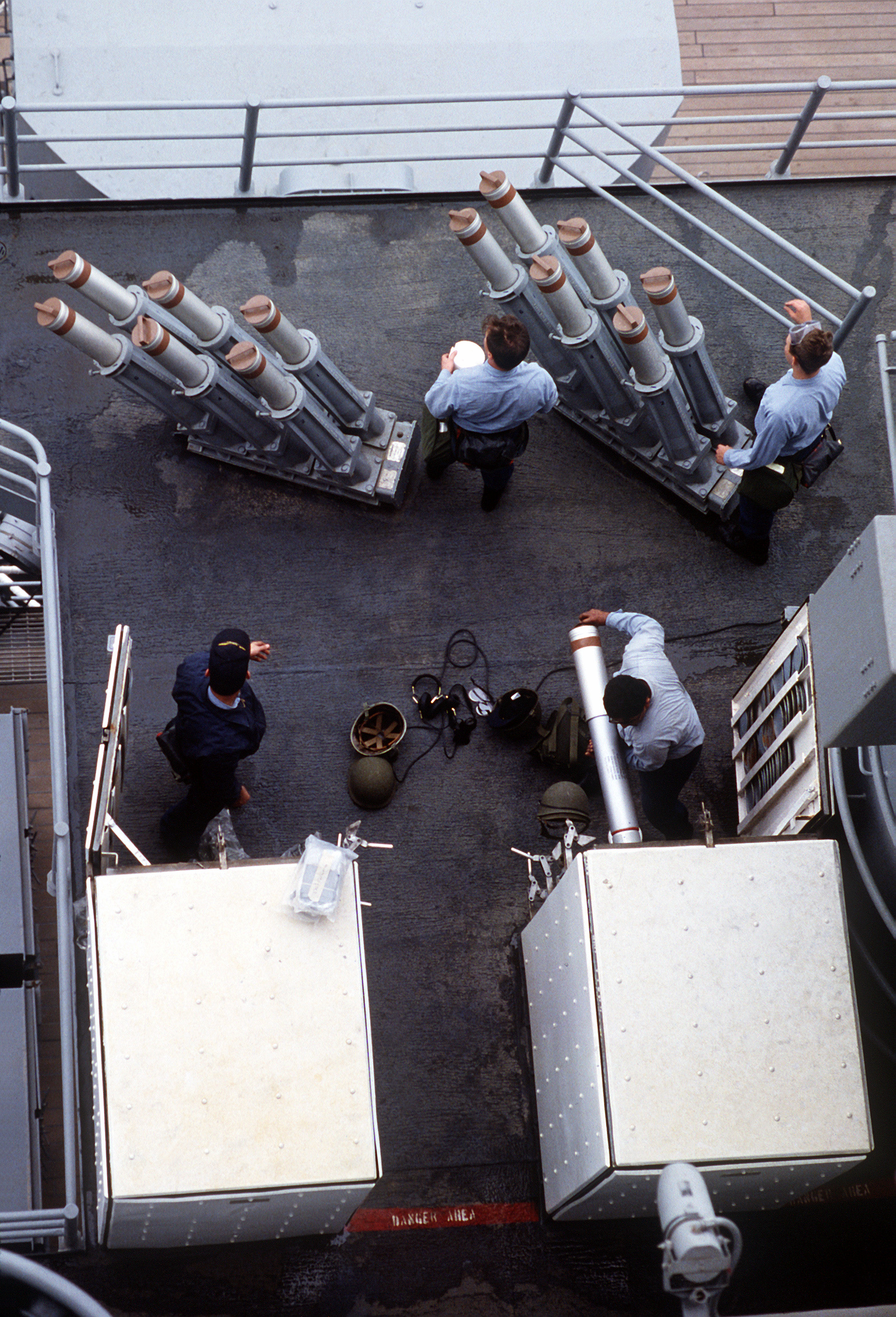
Zwei Starter für SRBOC auf der Wisconsin mit zwei Munitionsmagazinen

Als Täuschkörper können Aluminiumstreifen oder beschichtete Kohlenstofffasern enthalten sein, um Flugkörpern mit Radar ein falsches Ziel zu bieten (sogenannte Düppel oder Chaff), oder brennendes Phosphor, Aluminium, Magnesium oder Kombinationen enthalten (sogenannte Hitzefackeln oder Flares), um Flugkörpern mit Infrarotsuchkopf ein falsches Ziel zu bieten.
Beim Mk 36 werden eingesetzt:
- Super Chaffstar (Radar)
- Super Hiram III (Infrarot)
- Super Hiram IV (Infrarot)
- Super Gemini (Radar/Infrarot)
- Super LOROC (Long-Range Offboard Chaff) raketenunterstütztes Chaff. Das Super LOROC kann den Täuschkörper auf eine Entfernung von bis zu 2,5 Kilometer vom Schiff bringen.
- NATO Seagnat (Radar/Infrarot), in verschiedenen Ausführungen wie Mk 214, Mk 216, Giant Mk 245 (Infrarot)[11] oder TALOS[12][13]. Bei Verwendung der Mk 214 und Mk 216 muss der Mk-137-Werfer nach jedem Schuss gereinigt werden, weil starke Verbrennungsrückstände in den Abschussrohren zurückbleiben.[2]
- NULKA, eine aktive ECM-Ladung mit Raketenstabilisierung zur Flugdauerverlängerung (nur mit Modifikation des Werfers)

## Technische Daten
| Ausführung     | Kapazität Täuschkörper | Anzahl Werfer | Ersatzmunition | Anzahl Munitionsmagazine |
| -------------- | ---------------------- | ------------- | -------------- | ------------------------ |
| Mod 1 und 5    | 12                     | 2             | 40             | 2                        |
| Mod 2, 6 und 9 | 24                     | 4             | 80             | 4                        |
| Mod 8          | 48                     | 8             | 160            | 8                        |
| Mod 10         | 36                     | 6             | 120            | 6                        |
| Mod 11         | 24                     | 4             | 140            | 4                        |
| Mod 12         | 36                     | 6             | 210            | 6                        |

- Rohrlänge: 62,23 cm
- Gesamthöhe geladen: 152,4 cm
- Mündungsgeschwindigkeit: 75 m/s
- Feuerleitsystem: Mk-164-Brückensteuerung; Mk-158-Abschusssteuerung (Mod 1, 2 und 8) oder AN/SLQ-32-Konsole (Mod 5 und 6)

## Verwender
Auswahl über die Marinen und Schiffsklassen, auf denen das Mk 36 SRBOC verwendet wird:
- Ägypten: Damyat (ehemalige Knox)-, Sharm-el-Sheikh- (ehemalige Oliver-Hazard-Perry)-Klasse
- Australien: Adelaide-, Anzac- und Newport-Klasse
- Bahrain: Sabha-Klasse
- Bangladesch: Osman-Klasse
- Belgien: Wielingen-Klasse
- Volksrepublik China: Luhai (Shenzen)-, Luhu- und Jingwei-II-Klasse
- Ecuador: Presidente-Eloy-Alfaro- (ehemalige Leander)-Klasse
- Griechenland: Elli- und Hydra-Klasse
- Japan: Asagiri-, Hatakaze-, Hatsuyuki-, Tachikaze-, Takatsuki-, Haruna-, Kongō-, Murasame-, Shirane-, PG-1-, Abukuma-, Yūbari-Klasse
- Kanada: Protecteur-Klasse
- Niederlande: Rotterdam-, De-Zeven-Provinciën-, Karel-Doorman-, Amsterdam- und Zuiderkruis-Klasse
- Neuseeland: ANZAC-Klasse
- Pakistan: Moawin-, Nsar- und Tariq-Klasse
- Polen: General Kazimirez Pulaski (ehemalige Oliver-Hazard-Perry)-Klasse
- Portugal: Commandante-Joao-Belo- (frz. Commandant-Riviere)- und Vasco-da-Gama- (dt. Meko 2000)-Klasse
- Saudi-Arabien: Badr-, Al Jawf-, As-Siddiq-Klasse
- Spanien: Príncipe de Asturias, Galicia-, Patino-, Baleares-, Santa-Maria- und Descubierta-Klasse
- Südkorea: Pohang- und Ulsan-Klasse
- Taiwan: Shiu-Hai-, Kee-Lung-, Chi-Yang-Klasse
- Thailand: Phutthayotfa-Chulalok (ehemalige Knox)-Klasse
- Türkei. Yavuz-, Barbaros-, Gaziantap-, Dogan-, Kilic- und Yildiz-Klasse
- Vereinigte Arabische Emirate: Kortenaer-Klasse
- Vereinigte Staaten: Kitty-Hawk-, Nimitz-, Austin-, Tarawa-, Wasp-, Whidbey-Island-, Harpers-Ferry-, Blue-Ridge-, Ticonderoga-, Arleigh-Burke- und Oliver-Hazard-Perry-Klasse